# Cylindera macrodonta
Cylindera macrodonta es una especie de escarabajo del género Cylindera, tribu Cicindelini, familia Carabidae. Fue descrita científicamente por Cassola & Probst en 1995.
Se distribuye por el distrito de Temburong. La especie ha sido encontrada en actividad después de la lluvia.